# Бред Сігмон
Бред Кіт Сігмон (англ. Brad Keith Sigmon, нар. 12 листопада 1957 — 7 березня 2025) — американський вбивця, якого було страчено за подвійне вбивство батьків його колишньої дівчини. Вбивство сталося в штаті Південна Кароліна у 2001 році. 
Сіґмона визнали винним у тому, що він забив до смерті бейсбольною битою Девіда (віком 62 роки) та Гледіс Ларк (віком 59 років), це сталося 27 квітня 2001 року, за тиждень після того, як Бред із колишньою дівчиною розійшлися.
Згодом Сігмона визнали винним і засудили до двох смертних вироків за подвійне вбивство. Він також отримав 30-річний ув’язнення за крадіжку зі зломом першого ступеня. Сігмона розстріляли 7 березня 2025 року, це стало першою стратою розстрілом за майже 15 років після Ронні Лі Гарднера. Також Сігмон став найстаршою людиною, страченою в штаті..